# 唐澤山城

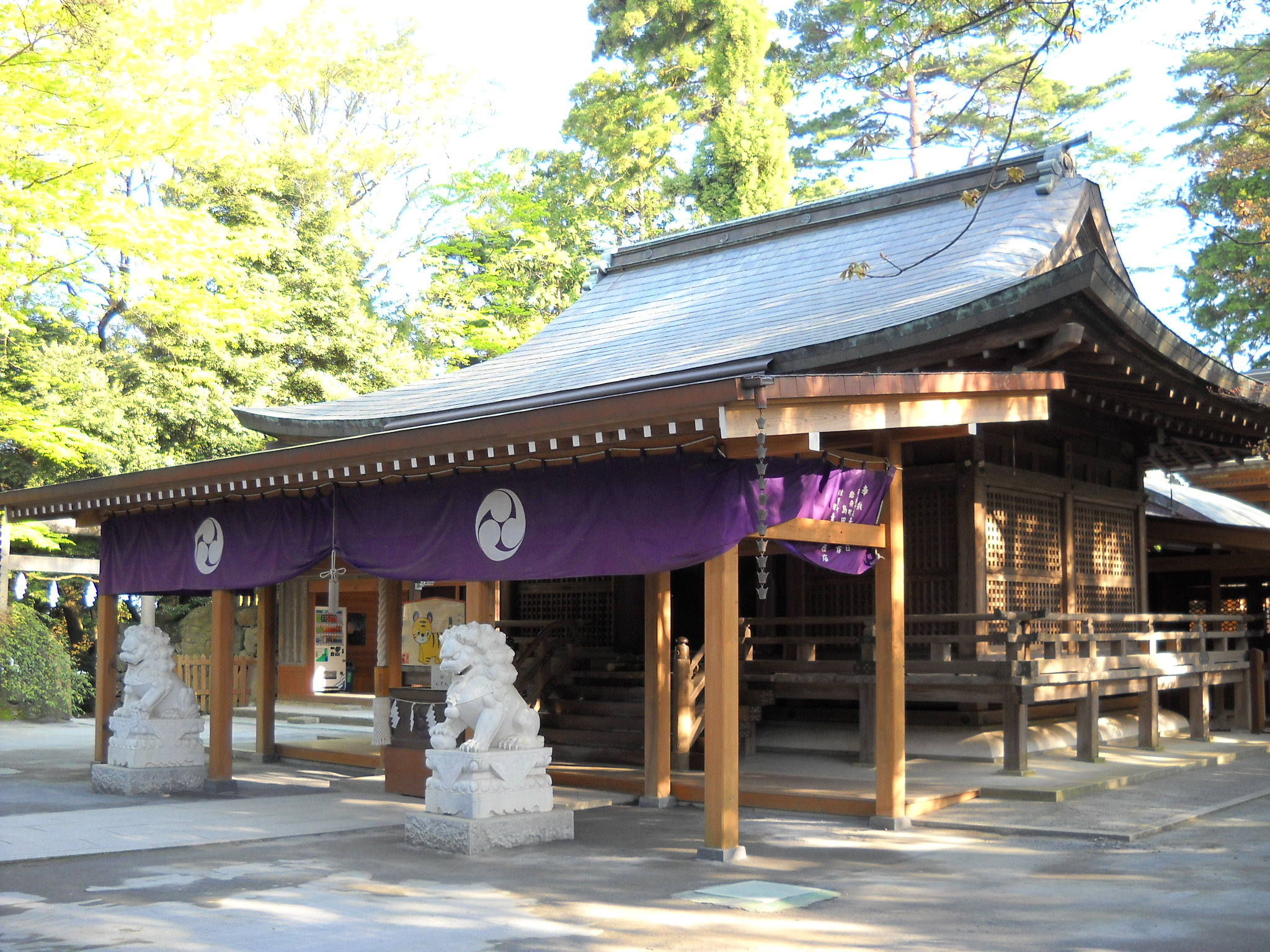
唐澤山神社

唐澤山城（日语：／）是位於日本栃木縣佐野市富士町、栃本町的城堡建築，別名栃本城、根古屋城、牛城。 唐澤山城被稱為「關東第一的山城」，並且也是關東七名城之一。城跡被政府指定為史跡。現在唐澤山城是栃木縣立自然公園的一部分，在本丸舊址上建有神社，此外還保留有石垣等建築遺跡。